# Pod Sýkořskou myslivnou
Pod Sýkořskou myslivnou je přírodní rezervace severozápadně od obce Synalov v okrese Brno-venkov. Nachází se v místní lokalitě Dobrá Studně. Důvodem ochrany je zachování zbytků rozlehlejších přirozených listnatých lesních společenstev na kontaktu 3. a 4. vegetačního stupně v geomorfologicky pozoruhodném reliéfu. Jedná se o biocentrum regionálního významu uprostřed monokulturních lesních porostů.

## Fotogalerie

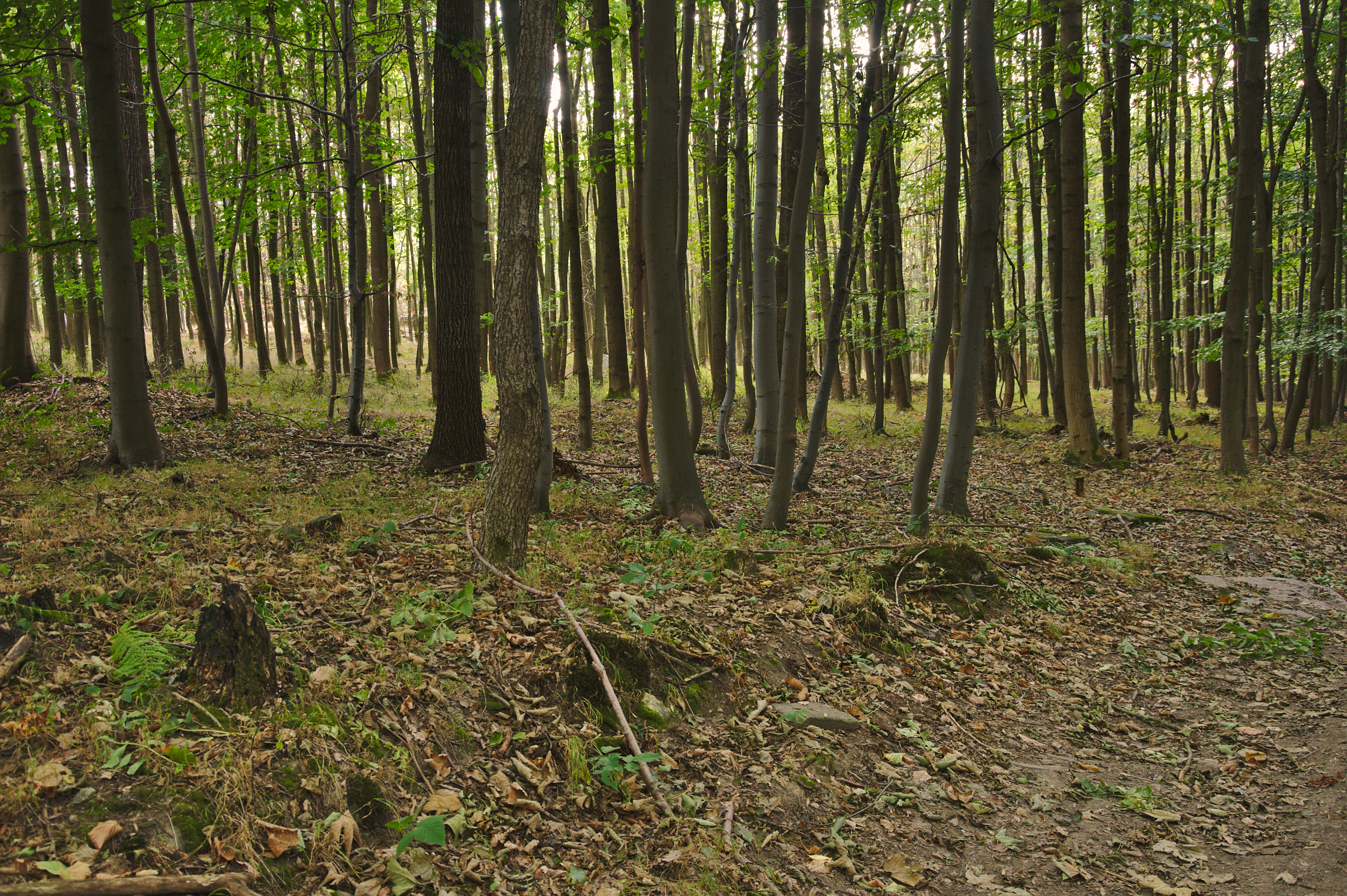
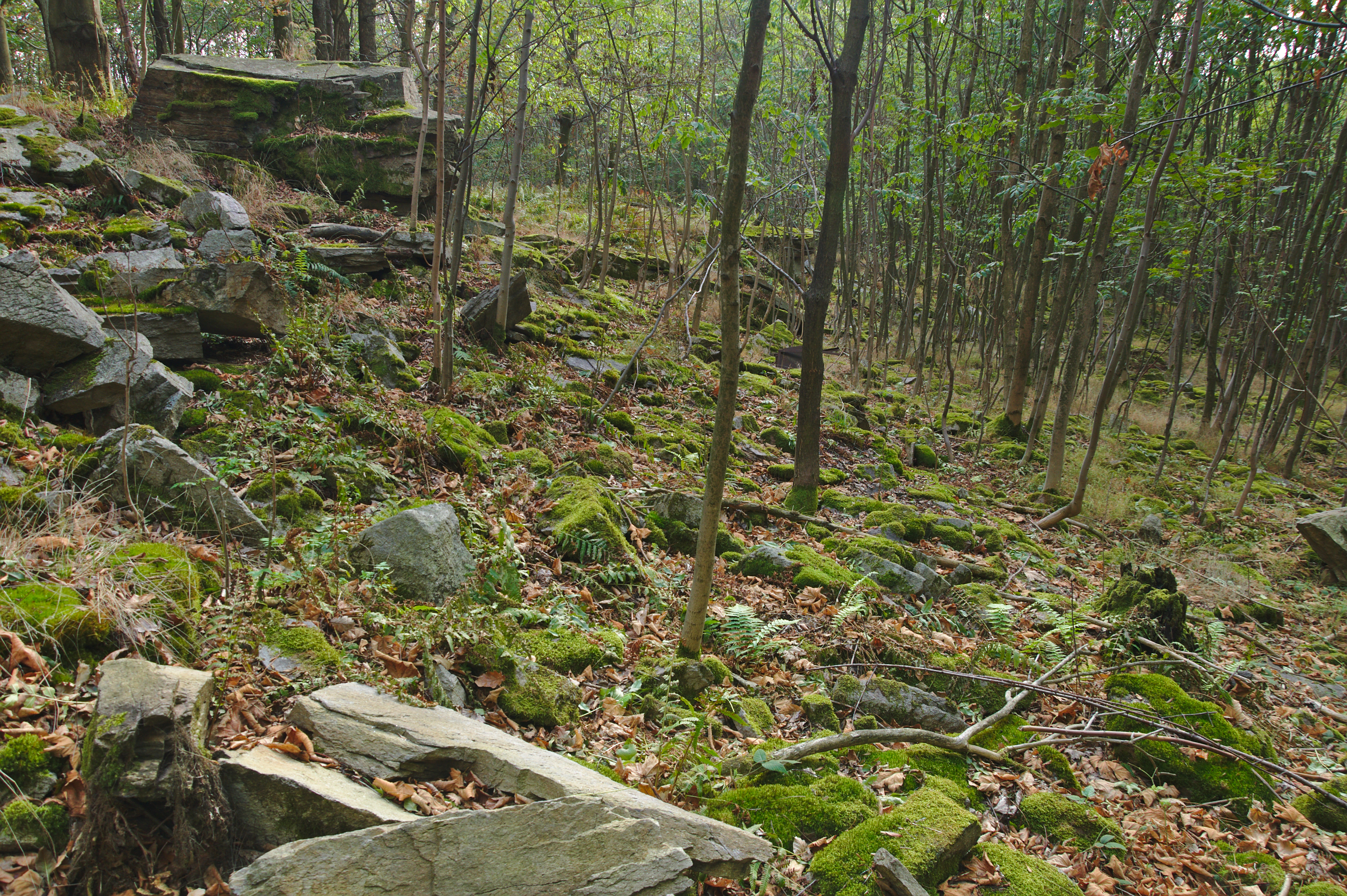
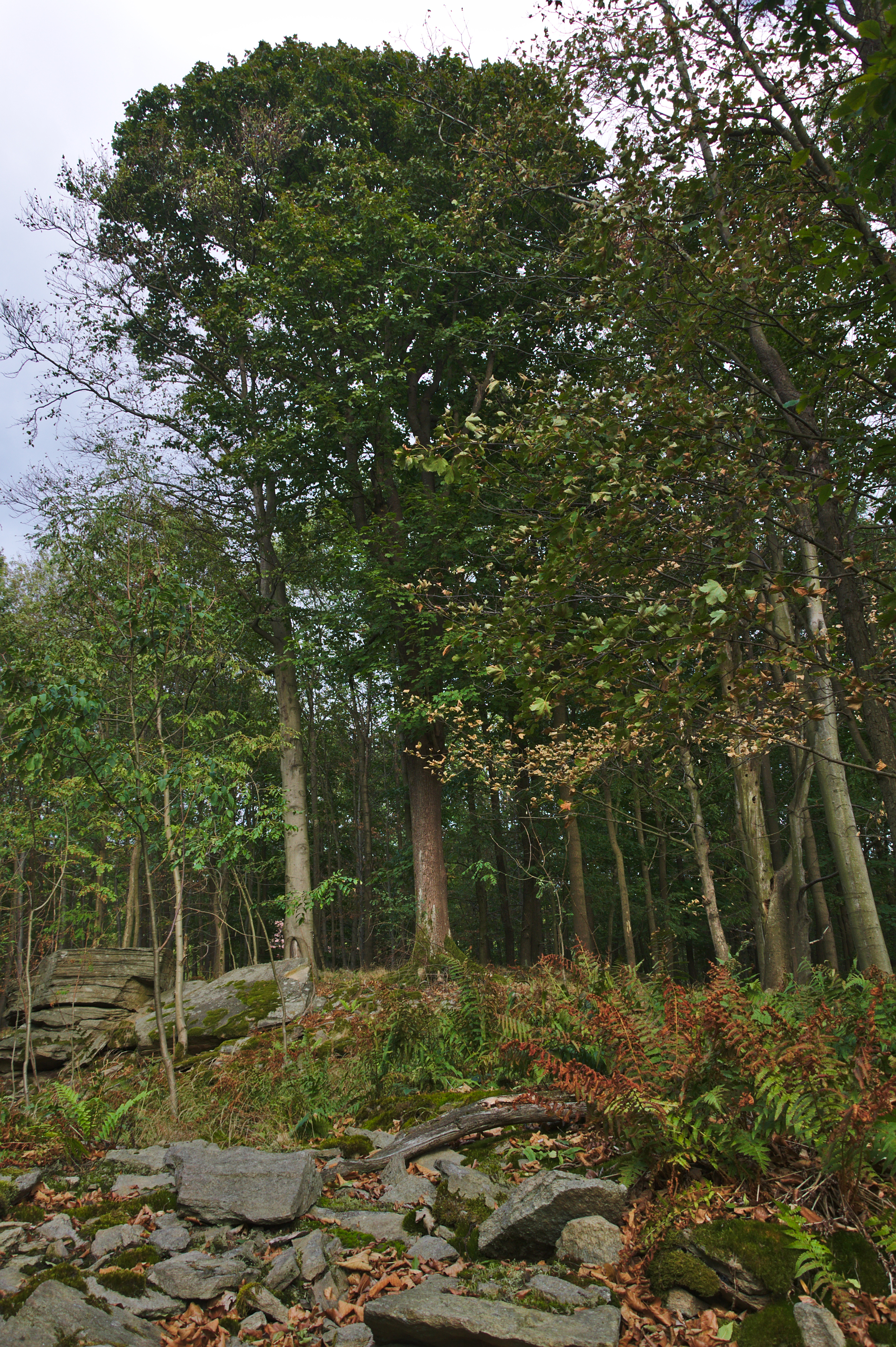
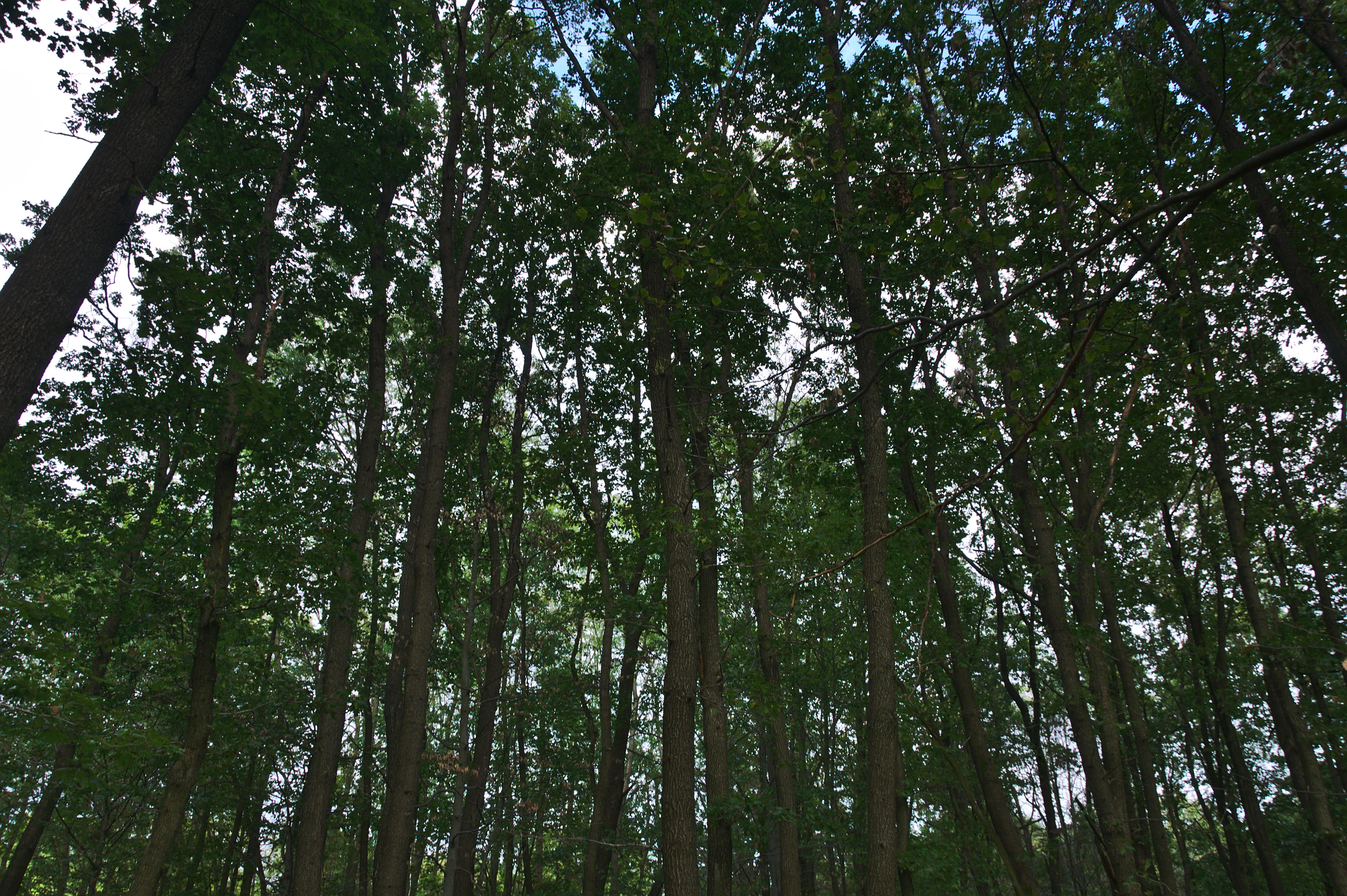
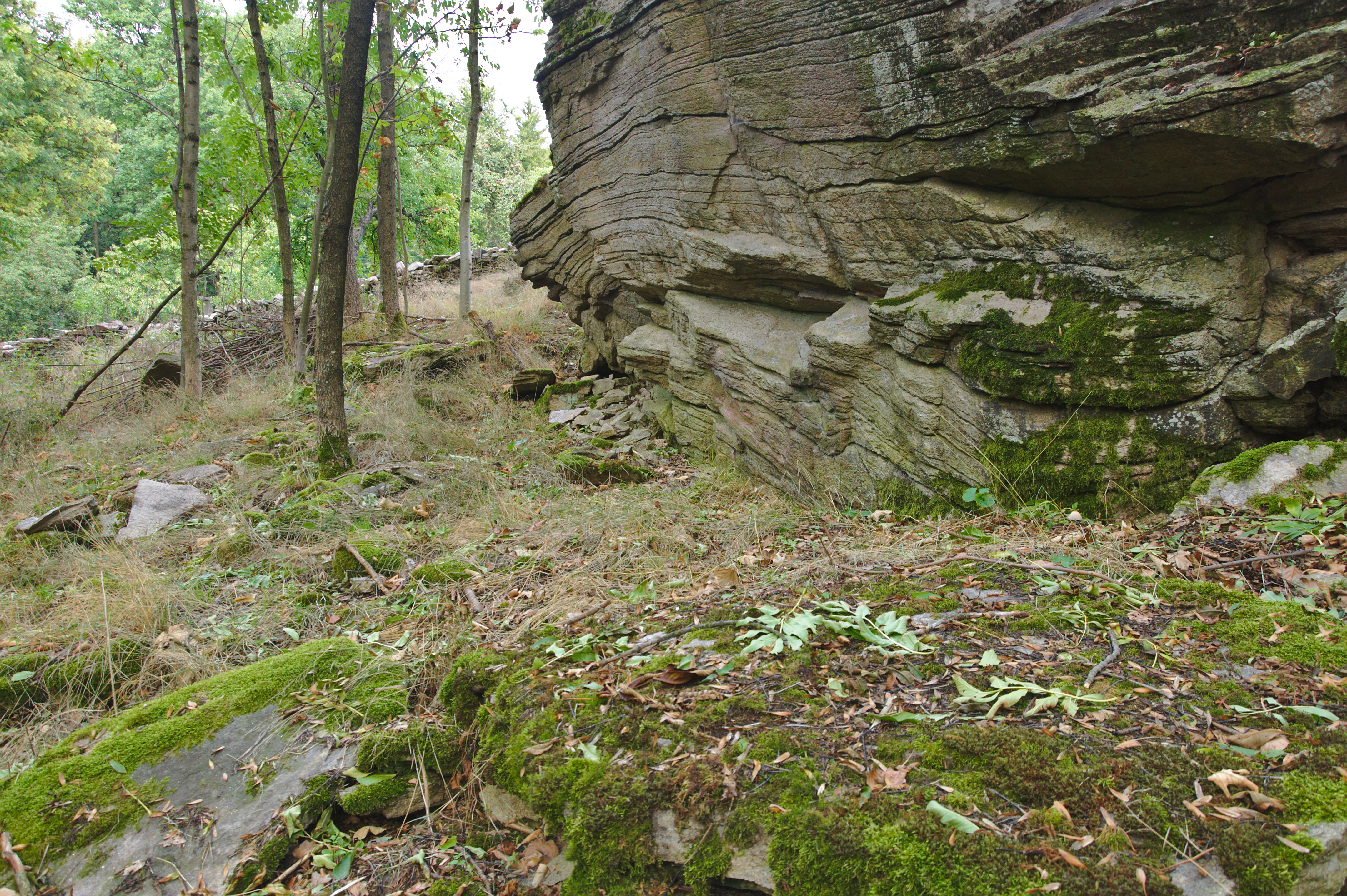